# Виткув-Слёнски
Виткув-Слёнски (пол. Witków Śląski) — остановочный пункт в селе Виткув в гмине Чарны-Бур, в Нижнесилезском воеводстве Польши. Имеет 2 платформы и 2 пути.
Остановочный пункт на железнодорожной линии Вроцлав — Валбжих — Еленя-Гура — Згожелец — Гёрлиц, построен в 1867 году, когда село Виткув (нем. Wittgendorf) было в составе Королевства Пруссия.
От остановочного пункта Виткув-Слёнски ведёт туристический маршрут в замок Цисы.